# Roes
Roes település Németországban, Rajna-vidék-Pfalz tartományban. Lakosainak száma 478 fő (2023. december 31.).

## Népesség
A település népességének változása:
| Lakosok száma | 506  | 486  | 485  | 481  | 474  | 478  |
|               | 1975 | 2017 | 2019 | 2021 | 2022 | 2023 |